# Дочки
До́чки — деревня в составе Краснокамского городского округа в Пермском крае России.

## История
Известна с 1838 года, основана выходцами из деревни Ананичи.
До 2018 года входила в Стряпунинское сельское поселение Краснокамского района. После упразднения обоих муниципальных образований вошла в состав образованного муниципального образования Краснокамского городского округа.
Представляет в настоящее время дачную деревню.

## География
Деревня находится в лесистой местности примерно в 8 км к северо-западу от села Стряпунята и в 20 км к северо-северо-востоку от Краснокамска.
Вдоль деревни проходит местная автодорога Екимята — Трубино.
Климат
Климат умеренно континентальный. Наиболее тёплым месяцем является июль, средняя месячная температура которого 17,4—18,2 °C, а самым холодным январь со среднемесячной температурой −15,3…−14,7 °C. Продолжительность безморозного периода 110 дней. Снежный покров удерживается 170—180 дней.

## Население
| 2010 |
| ---- |
| 0    |

В 2002 году постоянного населения в деревне не было.

## Транспорт
Действует автобусное сообщение по маршруту Краснокамск — Ананичи.